# 飯田誠
飯田 誠（いいだ まこと、1936年 - 2018年3月18日）は、日本の政治家。寒川町議会議員を経て、1999年から2015年にかけて神奈川県議会議員を務めた。

## 来歴
神奈川県高座郡寒川村倉見に生まれ、寒川中学校を卒業。材木店を経営するかたわら、寒川町議会議員を4期務め、議長も務める。1989年の町議選では得票数23人中6位（1102票）、1993年の町議選では得票数24人中5位（1146票）で当選している。1999年の神奈川県議会議員選挙では、高座郡選挙区から民主党の推薦を得て無所属で立候補。自由民主党推薦の対立候補を破り当選する。会派は県政会に所属し、県議を4期務め2015年に引退。県議時代には東海道新幹線の新駅誘致や県民の貧困対策などを掲げていた。2016年には、春の叙勲において旭日小綬章を受章。2018年3月18日に82歳で死去。